# 前271年
| 千纪： | 前1千纪 |
| 世纪： | 前4世纪 \| 前3世纪 \| 前2世纪 |
| 年代： | 前300年代 \| 前290年代 \| 前280年代 \| 前270年代 \| 前260年代 \| 前250年代 \| 前240年代                                                         |
| 年份： | 前276年 \| 前275年 \| 前274年 \| 前273年 \| 前272年 \| 前271年 \| 前270年 \| 前269年 \| 前268年 \| 前267年 \| 前266年                           |
| 纪年： | 周赧王四十四年 魯頃公九年 齊襄王十三年 趙惠文王二十八年 魏安僖王六年 韓桓惠王二年 秦昭襄王三十六年 楚頃襄王二十八年 衛懷君二十二年 燕武成王元年 |

## 大事记
- 托勒密二世從塞琉古帝國奪回失地，並將統治範圍伸展到卡里亞及大部份的奇里乞亞，第一次敍利亞戰爭結束（前274年–前271年）
- 趙藺相如伐齊，至平邑。
- 趙田部吏趙奢收租稅，平原君家不肯出。趙奢以法治之，殺平原君用事者九人。平原君以為賢，言之於趙惠文王。王使治國賦，國賦大平，民富而府庫實。

## 逝世
- 燕惠王，燕國君主，燕昭王之子。